# Julian Różycki

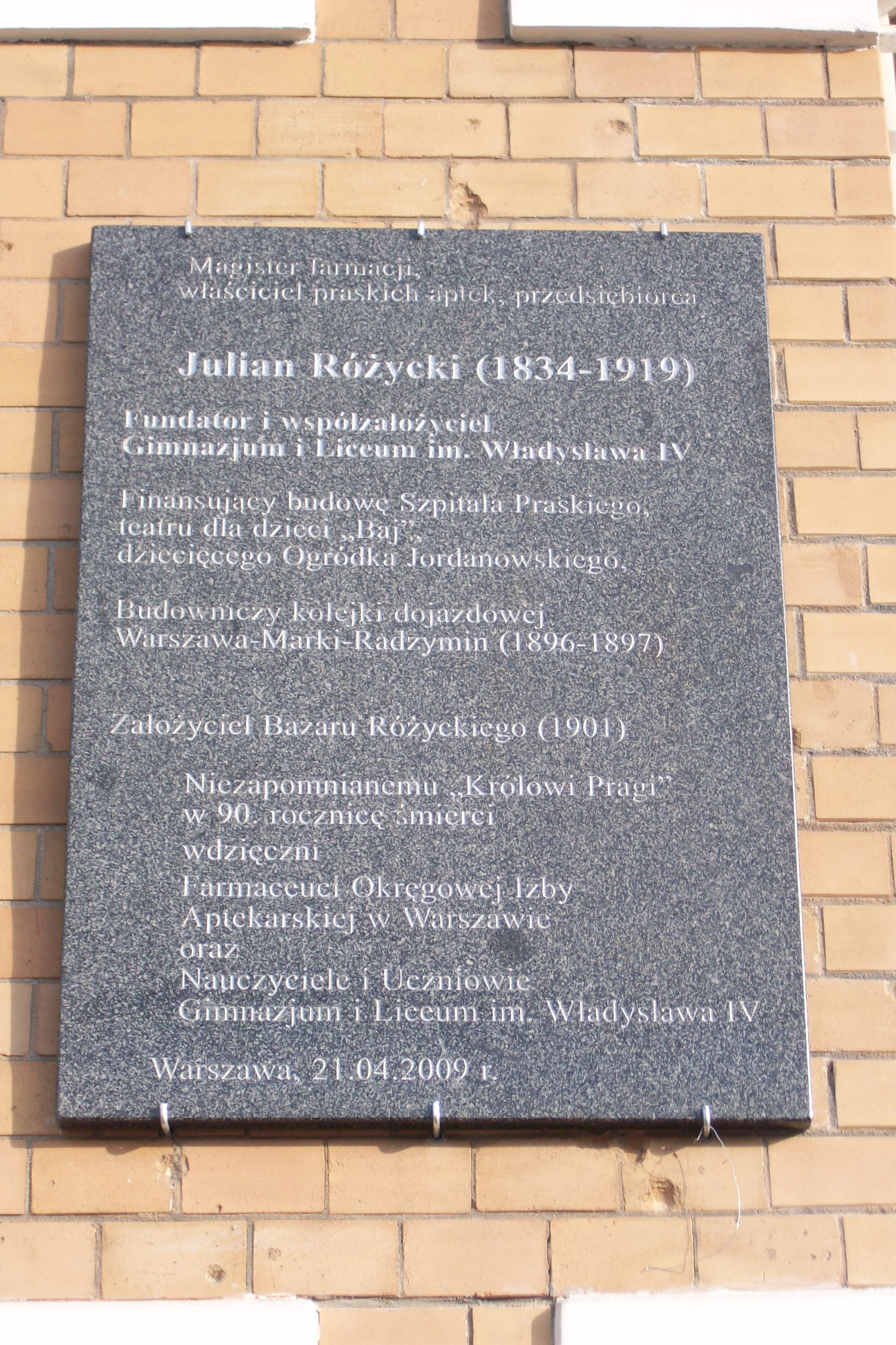
Tablica upamiętniająca postać Juliana Różyckiego na budynku VIII Liceum Ogólnokształcącego im. Władysława IV w Warszawie

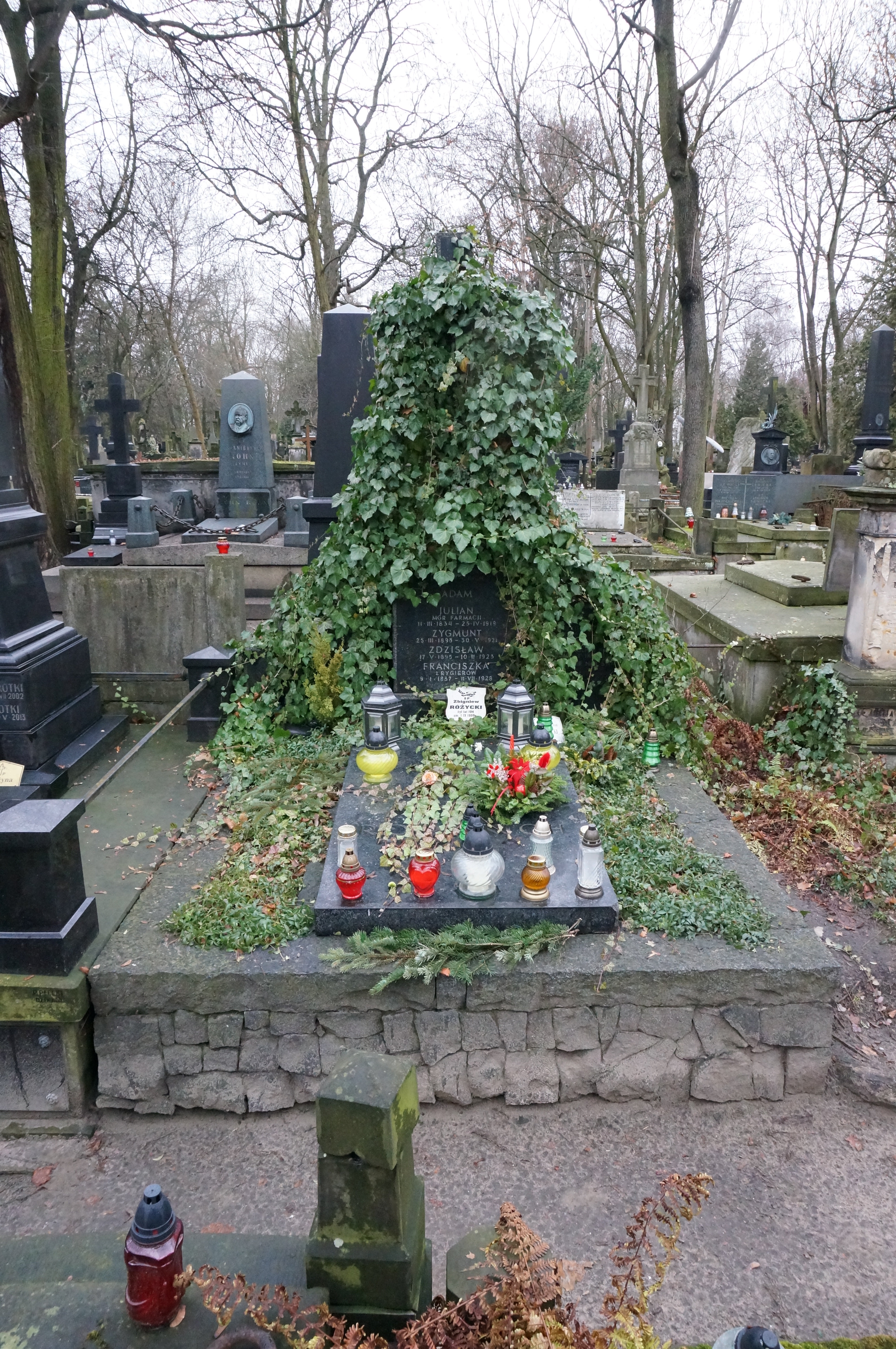
Grób Juliana Różyckiego na cmentarzu Powązkowskim w Warszawie

Julian Józef Różycki (ur. 11 marca 1834 w Warszawie, zm. 23 kwietnia 1919 tamże) – warszawski farmaceuta, właściciel dwóch aptek, inwestor i działacz społeczny. Założyciel bazaru Różyckiego

## Życiorys
Syn Adama, mistrza stolarskiego, i Pauliny z Żółtowskich. W listopadzie 1853 r. ukończył Warszawską Szkołę Farmaceutyczną, a w 1859 r. zdobył tytuł magistra farmacji na Wydziale Farmaceutycznym Akademii Medyko-Chirurgicznej w Warszawie. Prowadził aptekę przy ul. Brukowej 31 (obecnie Okrzei), odkupioną od Salomei (wdowy po Józefie) i Jana Mrozowskiego. Zakup apteki był możliwy dzięki pożyczce, którą zaciągnęła przyszła teściowa Juliana (wdowa po zdunie Pawle Rygier) zabezpieczając ją na całym swoim majątku i solidarnie na przyszłym majątku Juliana (aptece). 
W 1892 r. kupił Pierwszą Krajową Fabrykę Plastrów Chemicznych.
Był współzałożycielem Towarzystwa Budowy i Eksploatacji Dróg Żelaznych Podjazdowych, którego staraniem wybudowano w latach 1896–1897 kolejkę marecką
Był opiekunem VII Ochrony (przedszkola) przy ul. Sprzecznej, zajmował się Salą Ochrony Sierot przy ul. Brukowej, zorganizował Kasę Groszowych Oszczędności i Bezpłatną Czytelnię, wspomagał „Ogródek dziecięcy” przy ul. Szerokiej (obecnie Kłopotowskiego), partycypował w kosztach Szpitala Najświętszej Maryi Panny, uzyskał zgodę władz rosyjskich na założenie na terenie Pragi gimnazjum męskiego (dzisiejsze LO im. Władysława IV).
Był również założycielem bazaru Różyckiego otwartego oficjalnie w 1881 na terenie między ulicami: Targową, Ząbkowską i Brzeską (na terenie posesji należących do Różyckiego).
Podczas I wojny światowej był opiekunem okręgu XV Kuratorium Rodzin Rezerwistów m.st. Warszawy.
Zmarł w Warszawie w wieku 85 lat. Został pochowany na cmentarzu Powązkowskim (kwatera 36-5-15/16).

## Życie prywatne
W listopadzie 1859 r. ożenił się z Franciszką Apolonią z Rygierów. Miał z nią trzech synów: Władysława, Wacława i Leona, którzy również zostali farmaceutami oraz córkę Amelię.

## Upamiętnienie
- Tablica pamiątkowa odsłonięta w 2002 roku przy wejściu na Bazar Różyckiego przy ul. Targowej 54[7].
- Tablica odsłonięta w 90. rocznicę śmierci Juliana Różyckiego na budynku VIII Liceum Ogólnokształcącego im. Władysława IV w 2009 roku.
- Tablica w Praskiej Galerii Sław wmurowana w chodnik ul. Stalowej w 2017 roku[8].